# العرض العسكري الألماني السوفييتي في بريست ليتوفسك
العرض العسكري الألماني السوفيتي في بريست ليتوفسك (بالألمانية: Deutsch-sowjetische Siegesparade in Brest-Litowsk)‏، (بالروسية: Совместный парад вермахта и РККА в Бресте)‏ كان احتفالًا رسميًا نظمته قوات ألمانيا النازية والاتحاد السوفيتي في 22 سبتمبر 1939، أثناء غزو بولندا لمدينة بريست ليتوفسك ((بالبولندية: Brześć nad Bugiem or Brześć Litewski)‏، ثم في الجمهورية البولندية الثانية، والآن بريست في بيلاروسيا). كان هذا بمثابة علامة على انسحاب القوات الألمانية من خط الترسيم الذي تم الاتفاق عليه سرا في اتفاق مولوتوف-ريبنتروب، وتسليم المدينة وحصنها إلى الجيش الأحمر السوفيتي.

## خلفية

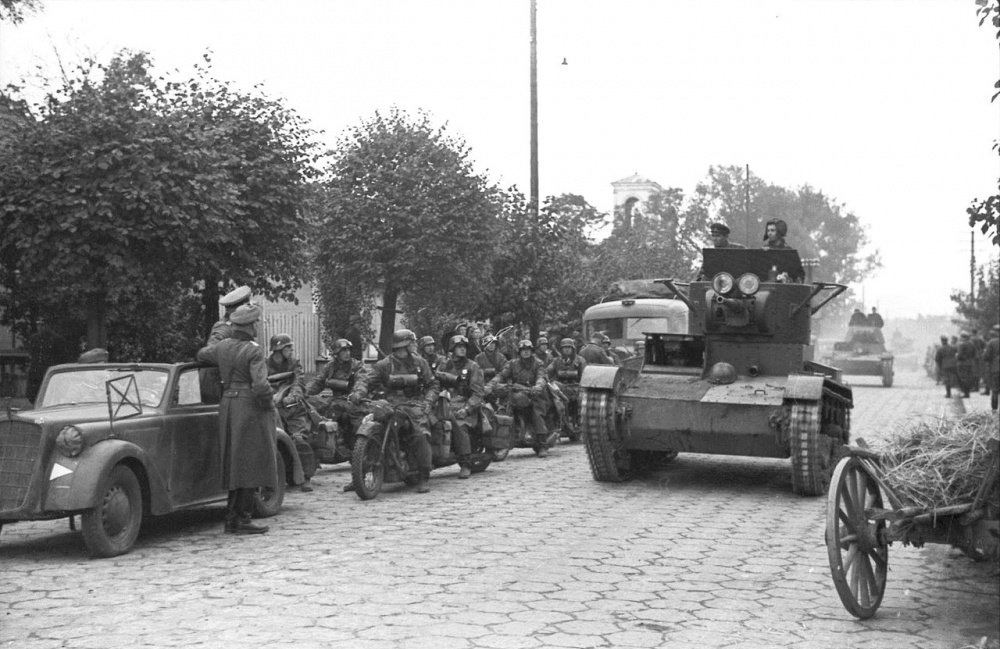
راكبي الدراجات الألمان يفسحون الطريق للدبابات السوفيتية

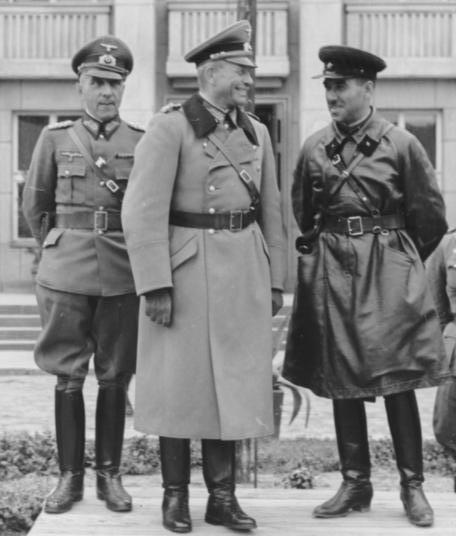
ضباط ألمان، الجنرال إليوتنانت موريتز فون ويكتورين (يسار)، والجنرال دير بانزتروب هاينز غوديريان (الوسط) والسوفييتي كومبريج سيميون كريفوشين (يمين) يقف على المنصة

حدد البروتوكول السري لميثاق مولوتوف-ريبنتروب، الموقع في 23 أغسطس 1939، الحدود بين «مناطق النفوذ» الألمانية والسوفيتية. ومع ذلك، أثناء غزو بولندا، تقدمت بعض القوات الألمانية، ولا سيما فرقة هاينز غوديريان التاسعة عشر، وراء هذا الخط بحثًا عن أهدافها التكتيكية.
اقترب الفيلق التاسع عشر من بريست في 13 سبتمبر 1939، وهزم المقاومة البولندية في المعركة التي تلت ذلك بحلول 17 سبتمبر، وأقام قاعدة عملياتهم في المدينة. خلال الأيام التالية، أُبلغ غوديريان أن الخط الفاصل بين المناطق الألمانية والسيطرة السوفيتية تم رسمه على طول نهر البق وأن قواته ستنسحب خلف هذا الخط بحلول 22 سبتمبر.
في 17 سبتمبر، بعد أن تلقى جيش فاسيلي تشويكوف الرابع أمر بعبور الحدود البولندية، دخل لواء الدبابات 29، بقيادة كومبريج سيميون كريفوشين، مدينة بارانافيتشي. بعد الاستيلاء على المدينة والقبض على بضعة آلاف من الجنود البولنديين الذين كانوا متمركزين هناك، واصلت وحداته التحرك غربًا ووصلت إلى قرية بروني في 19 سبتمبر.
في 20 سبتمبر، واجهت وحدات متقدمة من لواء الدبابات التاسع والعشرين قوات غوديريان في قرية ويدوملا، بعد ثلاثة أيام من الغزو السوفيتي لبولندا وعشرين يومًا بعد الغزو الألماني لبولندا. لم يشهد اللواء السوفيتي سوى قتال قليل، حيث أن معظم القتال قد انتهى بالفعل بحلول هذا الوقت.
ووفقًا لكريفوشين، عادت وحدة استطلاع مع مجموعة من 12 ضابطًا ألمانيًا، عرفوا أنفسهم كجزء من فيلق XIX Corps من Guderian وأوضحوا أنهم أيضًا يتحركون في اتجاه بريست. تم دعوتهم إلى خيمة Krivoshein، الذين اقترحوا بعد ذلك نخب لكلا القائدين ودعوا الضباط الألمان الذين حضروا إلى موسكو بعد أن حققوا انتصارًا سريعًا على «إنجلترا الرأسمالية». من خلالهم، أرسل Krivoshein أيضًا تحيات دافئة إلى الجنرال الألماني وتأكد من الاقتراب من المدينة من الاتجاه المعاكس إلى الاتجاه الذي اتخذ الفيرماخت.
عند الاقتراب من المدينة في صباح يوم 22 سبتمبر، أدرك Krivoshein أن غوديريان قد أنشأ بالفعل مقره هناك. بعد ذلك بوقت قصير، وصل ممثلو غوديريان، واستقبلوا «الجيش الأحمر المجيد» وقائده العام. بعد تبادل قصير من الشكليات، عرض Krivoshein زيارة غودريان وقدم احترامه له شخصيا. تم قبول العرض، وتم نقل Krivoshein إلى مقر القيادة الألمانية لمشاركة الإفطار مع الجنرال الألماني.
خلال الاجتماع، اقترح غوديريان عرضًا مشتركًا للقوات السوفيتية والألمانية عبر المدينة، بما في ذلك مجموعة من الجنود من كلا الجيشين في الميدان المركزي. لأن القوات السوفيتية كانت متعبة بعد مسيرة طويلة، رفض Krivoshein لكنه وعد بتزويد فرقة عسكرية وعدد قليل من الكتائب ووافق على طلب غوديريان للوقوف ومراجعة العرض معا.

## الموكب

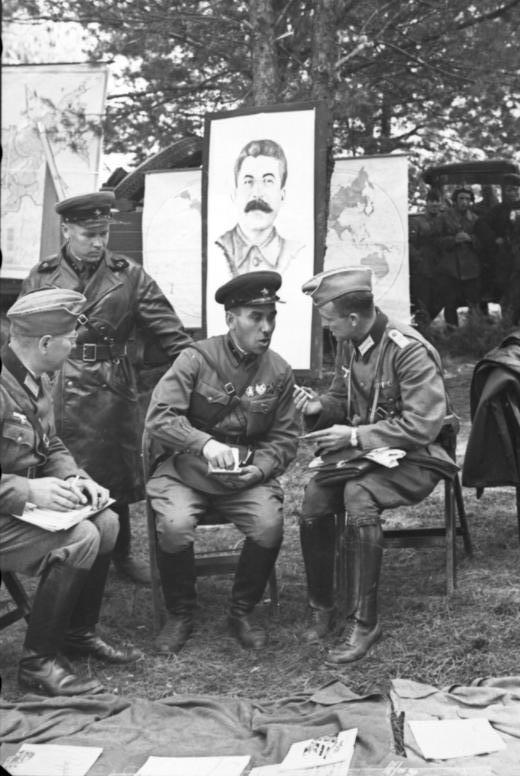
جنود المان وسوفيات وسط مواد الدعاية السوفيتية.

وفقًا للاتفاق المبدئي، تضمن الإجراء قيام القوات الألمانية والسوفيتية بمسيرة أمام ضباطهم القياديين متبوعة بتغيير العلم، يرافقه نشيد وطني لألمانيا والاتحاد السوفيتي. ومع ذلك، فإن الضابط القائد السوفيتي، kombrig Semyon Krivoshein، كتب في مذكراته أنه لم يسمح للقوات السوفيتية بالمرور إلى جانب القوات الألمانية لأنه كان يخشى أن القوات السوفيتية، المنهكة بعد مسيرة طويلة إلى بريست، ستبدو أدنى مقارنة بالألمان، الذين كانوا في المدينة لعدة أيام. بدلاً من ذلك، اقترح أن تدخل الأعمدة السوفيتية المدينة بشكل منفصل وتحيي الألمان المغادرين كلما التقوا.
بدأ العرض في الساعة 16:00، وشيدت «أقواس النصر» التي زينت بها القوات السوفيتية مع الصليب المعقوف والنجوم الحمراء والتي عبرت القوات الألمانية من خلالها. أرسل السوفييت الكتيبة الرابعة من اللواء 29 للدبابات الخفيفة، والتي كانت أول وحدة من الجيش الأحمر تتجه إلى المدينة. قام الجنرالات السوفيت والألمان بالثناء على جيوش بعضهم البعض وانتصاراتهم على القوات البولندية.

## ما بعد

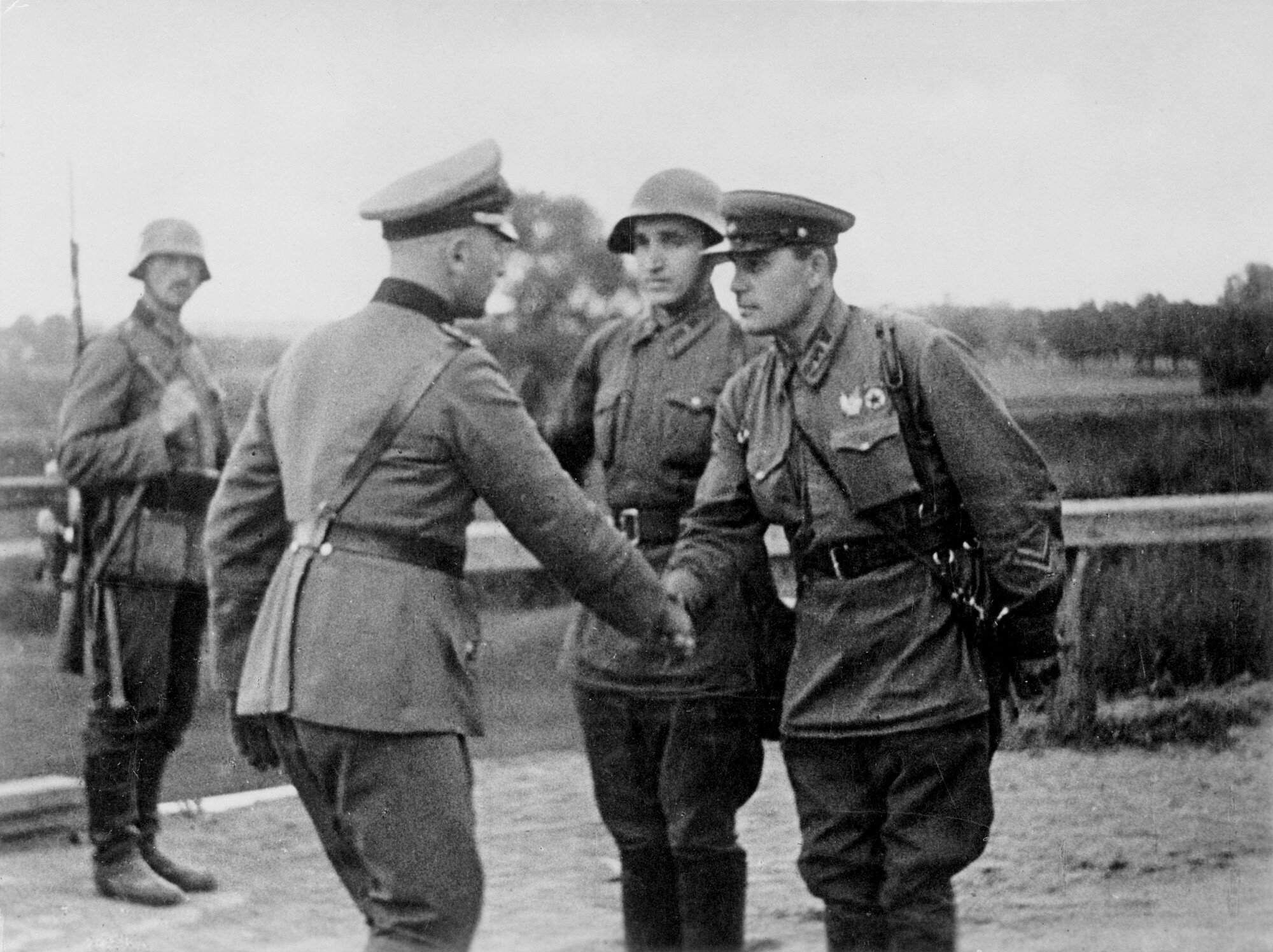
ضابط ألماني وآخر سوفيتي يتصافحان في نهاية غزو بولندا.

بعد العرض، الذي وصفه نيال فيرغسون بأنه ودي،  انسحب الألمان إلى الضفة الغربية من نهر بوك، وسيطر السوفيت على المدينة، وكذلك بقية بولندا الشرقية (غرب بيلاروسيا وأوكرانيا الغربية).  

## المسيرات الألمانية السوفيتية في مدن بولندية أخرى
تناقش العديد من الأعمال التاريخية التي نُشرت في الثمانينيات والتسعينيات عرضا عسكريًا مشتركًا للجيش الأحمر والفيرماخت الألماني في مدن أخرى في بولندا المحتلة مثل بياويستوك وغرودنو ولفيف وغيرها.
على سبيل المثال، كتب المؤرخ الروسي ميخائيل سيميريغا في كتابه عام 1992 «أسرار ستالين الدبلوماسية» دون ذكر أي مصادر: «المسيرات المشتركة مع جيوش البلدين كما شارك المشاركون في غرودنو، بريست، بينسك والعديد من المدن الأخرى (أطلق عليها الألمان اسم» مسيرات النصر «). وأشرف على الاستعراض في غرودنو كومبريج فاسيلي تشويكوف.» قدم مؤلف آخر، ألكساندر نيكريتش، ادعاءً مشابهاً، حيث التقط بعض «الصور» كدليل: «تميز انتهاء العمليات العسكرية ضد بولندا بمسيرات مشتركة للجيشين الألماني والسوفيتي في بريست ولو في الأيام الأولى من شهر أكتوبر [1939]».
في أعمال لاحقة، يرفض المؤرخون الروس مثل ميخائيل ميلتيوخوف وأوليغ فيشليوف المسيرات في مدن أخرى باعتبارها «أسطورة»، مشيرين إلى حقيقة أنه لم يتم العثور على أي دليل يؤكد أن تلك المسيرات قد حدثت بالفعل. في ولاو، فيشليوف، كان من المستحيل تنظيم موكب مشترك، حيث صدرت أوامر للقوات السوفيتية بالانتقال إلى مسافة 20 كـم (12 ميل) من الألمان بعد تبادل عرضي لاطلاق النار بين الجانبين، ولم تكن هناك وحدات ألمانية موجودة هناك في الوقت الذي استسلمت فيه المدينة إلى السوفييت. يشكك فيشيلوف أيضًا في أن الأحداث في بريست كانت عرضًا عسكريًا ويكتب أن ما يُعتبر خطأً أنه عرض عسكري كان في الواقع «خروجًا احتفاليًا للقوات الألمانية تحت إشراف ممثلين سوفيات». أي قبل مغادرة المدينة وتسليمها إلى الاتحاد السوفيتي، سار الألمان في الشوارع في استقبالهم من قيادتهم وأشرف عليهم ممثل عسكري سوفييتي، وكان دورهم توقيع اتفاق مع القيادة الألمانية ومراقبة تنفيذ ذلك اتفاق. فقط بعد انسحابها دخلت القوات السوفيتية المدينة واقامت عرضا خاصا بها.